# Maison du Figaro
Pour les articles homonymes, voir Figaro (homonymie).
La Maison du Figaro est un immeuble conçu par l'architecte Pierre Pavillon et réalisé par Jean-Claude Rambot en 1675. Située au 42 la Canebière, dans le 1er arrondissement de Marseille, en France, elle est la propriété de l'association culturelle Espaceculture.
Ce monument fait l’objet d’une inscription au titre des monuments historiques depuis le 6 décembre 1949.

## Historique
Cette maison située à l'angle de la Canebière, du cours Saint-Louis et de la rue des Récolettes, a été édifiée en 1673-1675 dans le cadre des travaux entrepris pour la réalisation d'une nouvelle avenue appelée simplement à l'époque le Cours, correspondant aux actuels cours Belsunce et Saint-Louis. Ces travaux avaient été rendus possibles par la destruction des remparts médiévaux et la construction d'une nouvelle enceinte sous la direction de Nicolas Arnoul.
Ce très bel hôtel particulier avec de majestueux pilastres à chapiteaux corinthiens entre chaque travée de fenêtres faisait partie d'un ensemble plus vaste qui comptait, sur la façade donnant sur le Cours Saint-Louis, treize travées dont seulement cinq subsistent actuellement. L'ordonnance qui avait été imposée aux trois propriétaires de l'époque, Mme de Cauvet (quatre travées), M. Bourgarel (cinq travées) et M. Bonefay (quatre travées), a été dessinée par l'architecte Mathieu Portal responsable de l'agrandissement de la ville après la retraite de Gaspard Puget. Huit travées ont donc été supprimées au fil du temps.
Cet ensemble a d'abord été amputé en 1860, lors de l'élargissement de la Canebière, d'une unité au nord pour la partie qui avait appartenu à Mme de Cauvet. En effet l'actuelle Canebière était au XIXe siècle divisée en trois parties. La Canebière proprement dite qui allait du Vieux-Port jusqu'aux Cours Saint-Louis et Belsunce, la rue de Noailles qui la prolongeait jusqu'aux boulevards Dugommier et Garibaldi et enfin les allées de Meilhan qui aboutissaient à l'église des Réformés. L'arsenal des galères ayant été démoli en 1787 ce qui donnait à la Canebière une perspective directe sur le Vieux-Port et la rue de Noailles étant particulièrement étroite, huit mètres de largeur seulement, le conseil municipal décide par délibération du 3 août 1857, d'élargir cette rue afin de réaliser une grande avenue allant des Réformés au Vieux-Port. Ce projet est approuvé par décret impérial du 16 juin 1859. Pour réaliser ces travaux d'élargissement, il a été nécessaire de couper la façade nord de l'immeuble en supprimant toute la première travée donnant sur le cours Saint-Louis. La façade donnant sur la Canebière a ensuite été refaite à l'identique mais en ciment, technique relativement nouvelle pour l'époque ; ces travaux ont été réalisés par l'entreprise Désiré Michel. Sept autres travées ont ensuite été supprimées dans la partie sud pour faire place à un immeuble en béton armé.
En 1867 est implanté au rez-de-chaussée un magasin d'articles de voyage appelé le « Grand Bazar Figaro ».. Cette enseigne étant restée plus de soixante-dix ans, l'immeuble a pris le nom de « Maison du Figaro ».
En 1941 le propriétaire M. Hermann qui est d'origine juive est déporté et son bien réquisitionné par le gouvernement de Vichy. L'immeuble est alors occupé par le Parti populaire français ce qui lui valut un attentat perpétré par la Résistance qui y déposa une bombe le 27 février 1944. À la Libération, l'immeuble est propriété de l'Assistance publique qui le loue à un marchand d'articles de confection pour femmes. La ville de Marseille achète ensuite l'immeuble par délibération du 13 mai 1993 et y installe les services de la communication avec notamment la « Revue Marseille ».